# Bernard Fellay

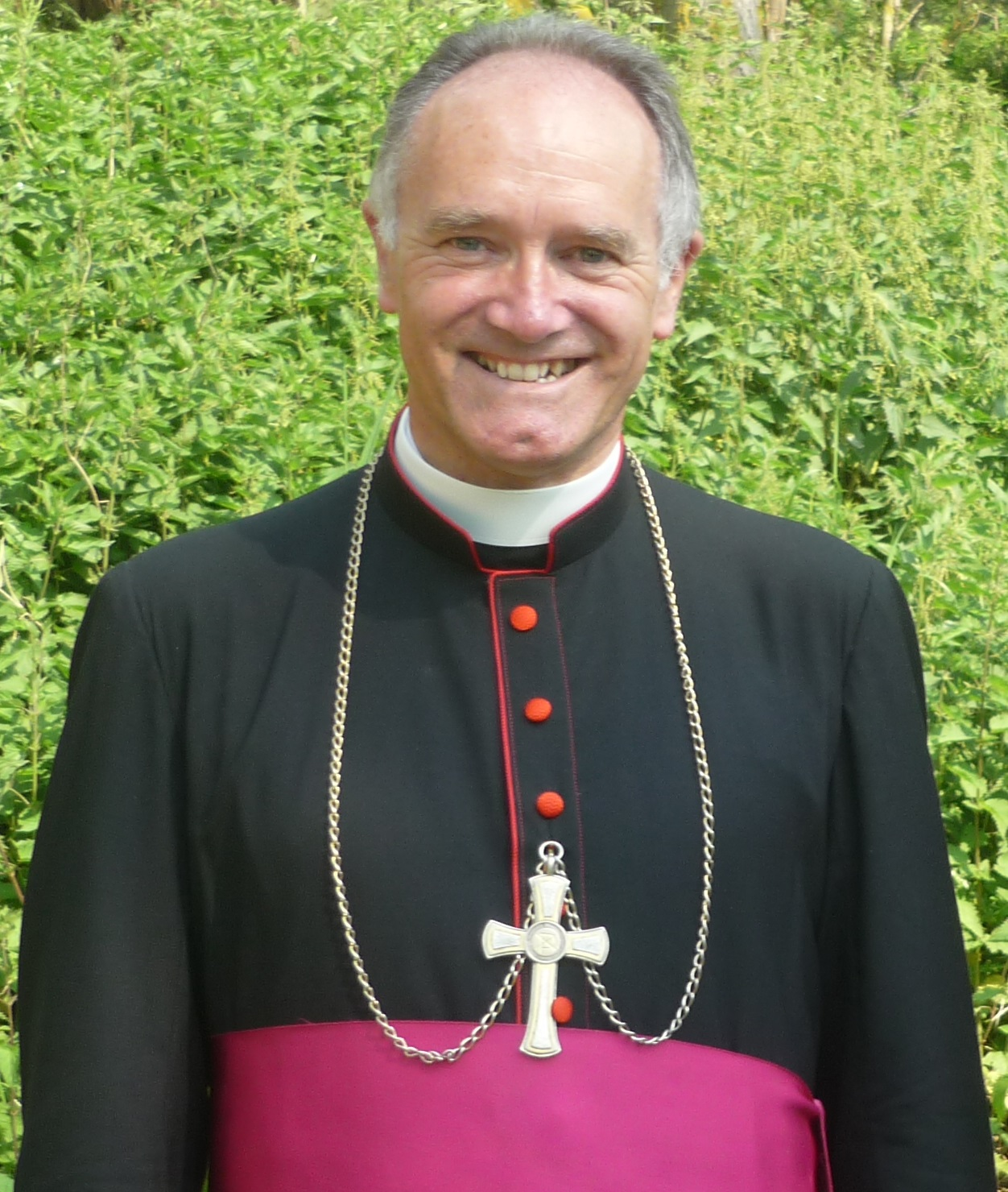
Bernard Fellay (2012)

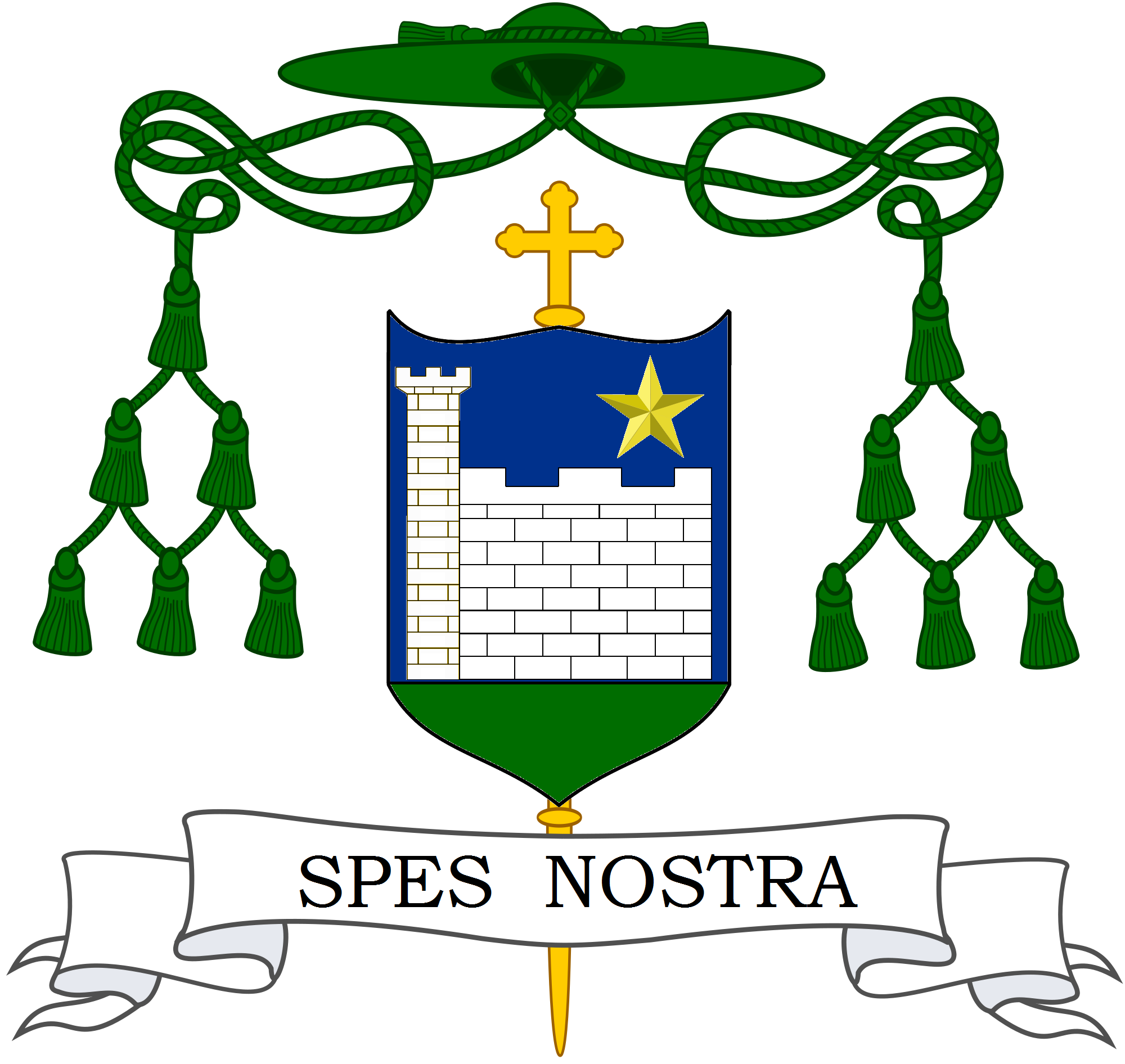
Wappen

Bernard Fellay (* 12. April 1958 in Sierre, Schweiz) ist Bischof und ehemaliger Generaloberer der Priesterbruderschaft St. Pius X. Im Jahr 1988 geriet er wegen seiner unerlaubten Bischofsweihe durch Marcel Lefebvre, 2012 durch eine antisemitische Rede in die Kritik.

## Leben
Von Oktober 1977 an absolvierte Bernard Fellay seine Priesterausbildung im Priesterseminar der Priesterbruderschaft St. Pius X. (FSSPX) in Écône. Am 29. Juni 1982 empfing er durch den Gründer der FSSPX, Erzbischof Marcel Lefebvre, die Priesterweihe. Im selben Jahr wurde er Ökonom im Generalhaus und übernahm verschiedene pastorale Aufgaben. Ab 1988 war er auch Ökonom für den Schweizer Distrikt seines Ordens und führte zahlreiche apostolische Reisen, unter anderem in die Länder der Dritten Welt, durch.

## Auxiliarbischof der Priesterbruderschaft St. Pius X.
Am 30. Juni 1988 wurde er mit drei anderen Priestern durch den Gründer der FSSPX, Erzbischof Marcel Lefebvre, für die Priesterbruderschaft St. Pius X. zum Bischof geweiht. Weil diese Weihen aber ohne Zustimmung des Papstes erfolgten, erliess Papst Johannes Paul II. ein Dekret, mit dem festgestellt wurde, dass sich die Weihespender (Erzbischof Marcel Lefebrve und Bischof Antônio de Castro Mayer) die Tatstrafe der Exkommunikation zugezogen hätten.
Die Priesterbruderschaft bestreitet das wirkliche Eintreten der Exkommunikation mit Berufung auf „einen existierenden Kirchennotstand“, weswegen Fellay innerhalb der FSSPX weiterhin Sakramente, vor allem Firmungen und Weihen, spendet.
Am 24. Januar 2009 gab der Vatikan bekannt, dass die Bischofskongregation am 21. Januar 2009 im Auftrag von Papst Benedikt XVI. die Exkommunikation von Bischof Fellay und der drei 1988 mit ihm geweihten Bischöfe mit Wirkung für die Zukunft (ex nunc) aufhebe, nachdem ein entsprechendes Ansuchen Fellays und seiner Mitbischöfe vorausgegangen war, in dem dieser erklärt hatte, der katholischen Kirche in Einheit mit dem Papst weiterhin angehören und ihren Lehren treu sein zu wollen.
Nach erfolgter Rücknahme der Exkommunikation spendete Fellay trotz weiterhin bestehender Suspension in Einrichtungen der Priesterbruderschaft St. Pius X. unter anderem Priesterweihen.

## Generaloberer (1994–2018)
Ab 1994 war Fellay, der fünf Sprachen spricht, Generaloberer der Priesterbruderschaft St. Pius X. und wurde im Juli 2006 durch das Generalkapitel der Priesterbruderschaft für weitere zwölf Jahre in diesem Amt bestätigt. Unterstützt wurde er durch die Assistenten Niklaus Pfluger und Alain-Marc Nély.
2009 sah Fellay eine Koalition von Linken und Progressiven im Vatikan, denn, so seine Ansicht, das Zusammentreffen der Aufhebung der Exkommunikation der vier Traditionalisten-Bischöfe mit der Ausstrahlung eines Interviews mit einem dieser Bischöfe, Richard Williamson, in dem dieser den Holocaust geleugnet hatte, könne kein Zufall sein.
Während einer Rede am 28. Dezember 2012 an der Our Lady of Mount Carmel Academy in New Hamburg (Ontario) bezeichnete Fellay „die Juden, die Freimaurer, die Modernisten“ als „die Feinde der Kirche“. Bezüglich der Juden wies Vatikansprecher Federico Lombardi Fellays Behauptung zurück.

## Nach dem Generalkapitel 2018
Beim Generalkapitel der Piusbruderschaft im Juli 2018 wurde Bernard Fellay nicht wiedergewählt. Sein Nachfolger als Generaloberer der Priesterbruderschaft St. Pius X wurde Davide Pagliarani. Er gehörte jedoch noch dem Generalrat der Bruderschaft an.
Im Jahr 2020 wurde berichtet, Fellay verlasse das Generalhaus in Menzingen und ziehe in das Priesterseminar St. Thomas Aquinas in den USA. 
2024 wurde der emeritierte Bischof von Chur, Vitus Huonder, der seine letzten Lebensjahre in Écône verbracht hatte, dort beigesetzt. Bischof Fellay leitete die Zeremonie und hielt die Predigt.